# Variabler Widderbock

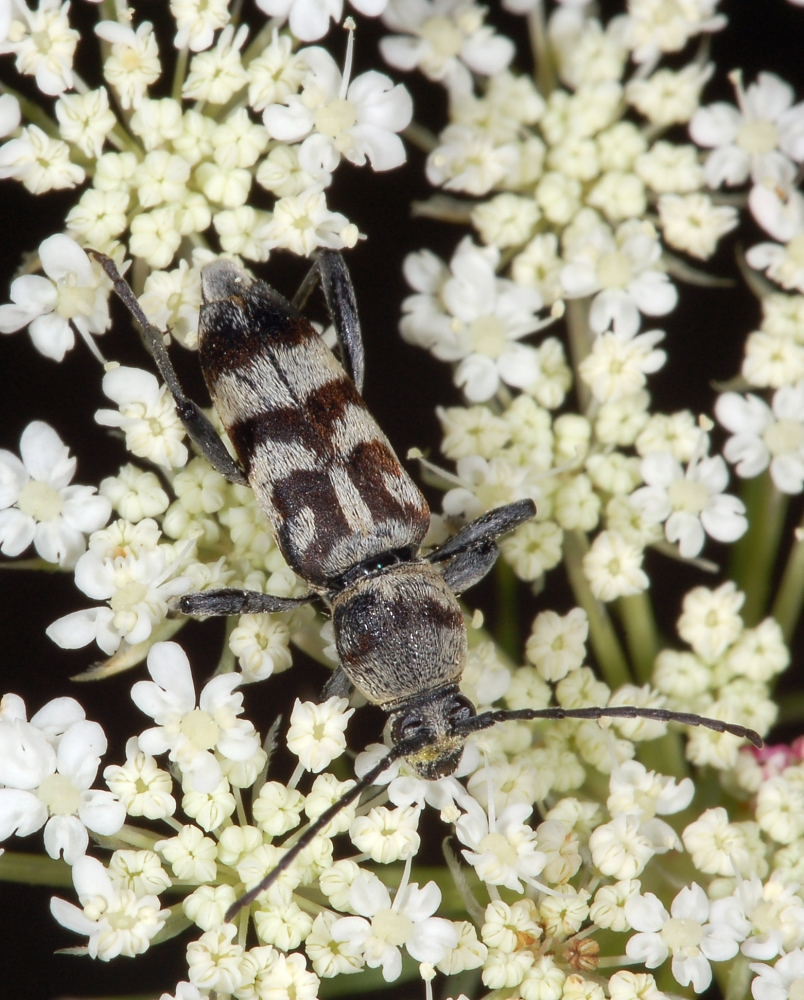
Graue behaarte Form von Chlorophorus varius

Der Variable Widderbock oder Veränderliche Widderbock (Chlorophorus varius) ist ein Käfer der Familie der Bockkäfer (Cerambycidae).

## Beschreibung
Die Käfer werden 8 bis 14 Millimeter lang. Sie sind langgestreckt und walzenartig geformt. Der Körper ähnelt dem des Gemeinen Widderbocks doch ist er matt und behaart. Der Käfer hat einen grünlichgelben Körper mit einer wespenähnlichen schwarz-gelben Bänderung. Die schwarzen widderhornartigen Streifen sind weiter geschwungen und breit. Die erste Zeichnung hat die Form eines C, das zur Außenseite hin offen ist. Der Halsschild und die Flügeldecken sind gleich breit. Die Fühler und Beine sind schwarz.

## Vorkommen
Sie kommen in Ost- und Südeuropa und im östlichen Österreich häufig vor. In Süddeutschland sind sie selten. Sie leben auf Wiesen und Waldrändern in warmen Gegenden.

## Lebensweise
Die Käfer sitzen auf blühenden Pflanzen. Die Larven leben in sehr verschiedenen Laubbäumen, in Osteuropa sogar in Stängeln krautiger Pflanzen (zum Beispiel Schafgarbe). Ihre Entwicklung dauert zwei bis drei Jahre.

## Ernährung
Die Larven fressen Holz von Laubbäumen.